# Малий, але завзятий
«Малий, але вдалий» — радянський художній фільм 1974 року, знятий режисером Мухамедом Союнхановим на кіностудії «Туркменфільм».

## Сюжет
За мотивами туркменських народних казок. Погано жилося у світі бідному Алти-агі. Дітей у нього не було, кибитка була худа, а казан порожній. Але після зустрічі з крихітним хлопчиком Яртигулаком його життя змінилося.

## У ролях
- Чари Оразбердиєв — Яртигулак
- Дурди Сапаров — Алти-ага (дублював Анатолій Кубацький)
- Сабіра Атаєва — Садап-Едже
- Акмурад Бяшимов — Меред-бай
- Меред Атаханов — мулла (дублював Володимир Кенігсон)
- Зоя Асрян — Бахтигуль
- Ходжадурди Нарлієв — Велі
- Таган Сариєв — епізод
- Шукур Кулієв — дервіш
- Курбан Кельджаєв — дервіш
- Імамберди Суханов — епізод
- Ґуля Керімова — епізод
- Г. Ходжаєва — епізод
- Оразберди Арриков — епізод
- Г. Самедова — епізод
- А. Джумадурдієва — епізод
- Ягшимурад Акієв — епізод
- О. Байрамов — епізод
- Берди Аширов — епізод

## Знімальна група
- Режисер — Мухамед Союнханов
- Сценаристи — Геннадій Нікітін, Аллаберди Хаїдов
- Оператор — Христофор Тріандафілов
- Композитор — Мурат Атаєв
- Художник — Олексій Філь